# 細野涼聖
細野 涼聖（ほその りょうせい、2007年9月6日 - ）は、日本の子役・俳優。過去は６歳から7年間NEWSエンターテインメントに在籍していた。13歳の誕生日から4年間ディスカバリー・ネクストに所属していた。フリーで無いと挑戦出来ないコンテストに挑戦するということで事務所を退所後に、男子高生ミスターコン2024に挑戦。埼玉県代表として、セミファイナリストとなる。2025年の現在は学業優先で活動休止中。

## 出演作品

### 映画
- 恋妻家宮本（2017年）-宮本正（演:入江甚儀）幼少役
- こどもしょくどう（2019年）
- HiGH&LOW THE WORST（2019年） - 前川新太（演:矢野聖人) 幼少役
- そして、生きる（2019年） - 清水清隆（演:坂口健太郎) 幼少役
- 劇場版 おいしい給食 卒業（2022年） - 的場達也 役

### テレビ
- 幸せ!ボンビーガール（NTV）
- 成功の遺伝子（NTV）
- 痛快TV スカッとジャパン（CX）
- ナニコレ珍百景（EX）
- 解禁!ウラあるある2（ABC）
- あの事件のしらなかったことSP（TX）
- 5時に夢中!（TOKYO MX）
- すイエんサー（NHK Eテレ）
- 中居正広の金曜日のスマたちへ（TBS）
- 芸能人が本気で考えた!ドッキリGP：出来杉太郎役（CX）

### テレビドラマ
- Chef〜三ツ星の給食〜（2016年）
- 東京スカーレット〜警視庁NS係 - 第6話：吉池達也 役
- GTO - 第4話：桐谷優（演:片寄涼太）幼少役
- ヘヤチョウ（2017年） - 岡崎啓太 役
- ヘッドハンター（2018年） - 第4話：黒澤和樹（演:江口洋介）幼少役
- コンフィデンスマンJP（2018年） - 第8話：美濃部ミカ(演:りょう) 息子役
- 御曹司ボーイズ（2019年） - 全話：西園寺大雅（演:飯島寛騎) 幼少役
- そして、生きる（2019年） - 全話：清水清隆（演:坂口健太郎) 幼少役
- 日曜プライム 「終着駅シリーズ35」（2019年） ‐ 根本圭一（9歳時） 役
- 悪魔とラブソング（2021年） - 全話：目黒伸（演:飯島寛騎) 幼少役
- おいしい給食season2（2021年） - 全話：的場達也 役

### CM
- P&G 一生に一度の感動篇
- フェリーさんふらわあ 2018年就航予定 NEWsunflower
- こんにゃくパーク 足湯篇
- こんにゃくパーク 産直パーク篇
- 小学館 日本の歴史
- 日本マクドナルド ハッピーセット 仮面ライダーゴースト 開眼編
- J:COM ジョイサンドforみるプラス
- 花王 今日の新しいで未来を笑顔に編
- スケーター ポケベン
- YKK AP MADOショップ2014
- JT 想いを届ける、ひとのそばに編
- セガトイズ アンパンマンレジスター

### MV
- 東京プリン「明日笑っていられるように」

### スチール
- ブルーチップ（2017年）
- ベネッセ 夏講座（2015年）
- スタジオアリス ANIVERSA（2015年・2016年）
- エンターブレイン てれびげーむマガジン
- ハースト婦人画報社 美しいキモノ
- 住友林業 カタログ（2014年）

### Web
- Benesse 夏講座
- ロッテ 「モナ王」（2016年）
- 学研 「勉強が楽しくなるドリル・参考書」（2016年）